# Liar (canção de Silia Kapsis)
"Liar" é uma canção da cantora australiana de origem greco-cipriota Silia Kapsis que representou o Chipre no Festival Eurovisão da Canção 2024, após ter sido escolhido através de seleção interna.
Liar" foi escrita e composta por Dimitris Kontopoulos e Elke Tiel. Em declarações à imprensa dadas antes do lançamento da música, Kapsis deu a entender que a música seria uma música dance-pop, afirmando que sua música é dirigida a pessoas que vivem vidas "falsas", criticando-as por promoverem "vergonha do corpo [e] sexualidade [sic]".
A canção atuou na 1ª semifinal, tendo sido apurada para a grande final onde terminou no 15.º lugar com 78 pontos.